# Ballungsraum Leipzig-Halle

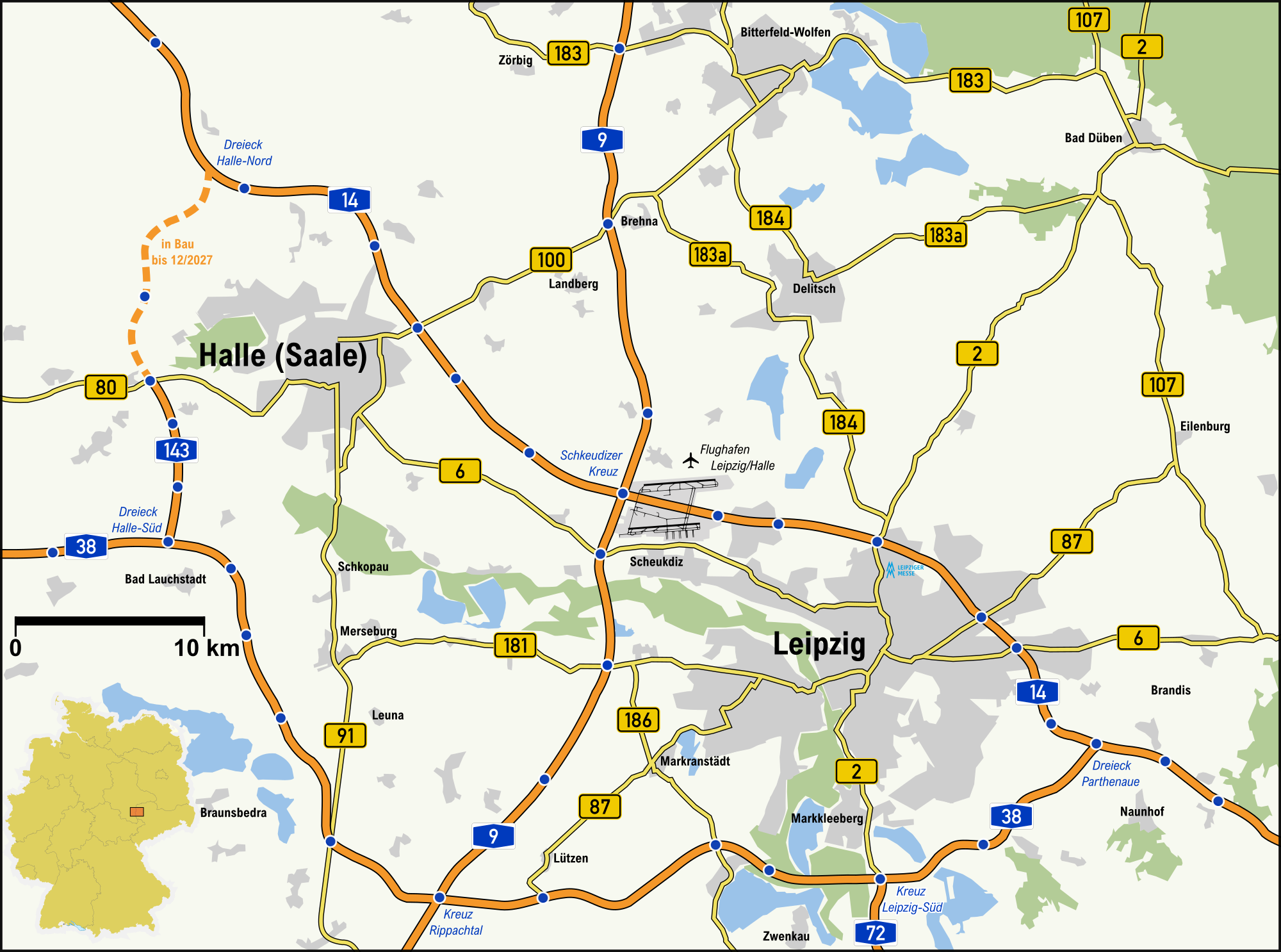
Großraum Leipzig-Halle

Unter dem Ballungsraum Leipzig-Halle versteht man den geografischen Raum rund um die beiden Großstädte Leipzig und Halle (Saale).
Der polyzentrische Ballungsraum verteilt sich auf die zwei Länder Sachsen und Sachsen-Anhalt und liegt in der Leipziger Tieflandsbucht. Zentral in der Metropolregion Mitteldeutschland gelegen zählt die Region zu den wirtschaftlich stärksten Räumen Ostdeutschlands.
Weitere wichtige Städte neben Leipzig und Halle sind die Kreisstadt des Saalekreis Merseburg sowie die Großen Kreisstädte Delitzsch, Markkleeberg und Schkeuditz. Insgesamt leben etwa 1,2 Millionen Einwohner in diesem Gebiet und machen es damit zu einem der am dichtesten besiedelten Gebiete der neuen Bundesländer.

## Geographie

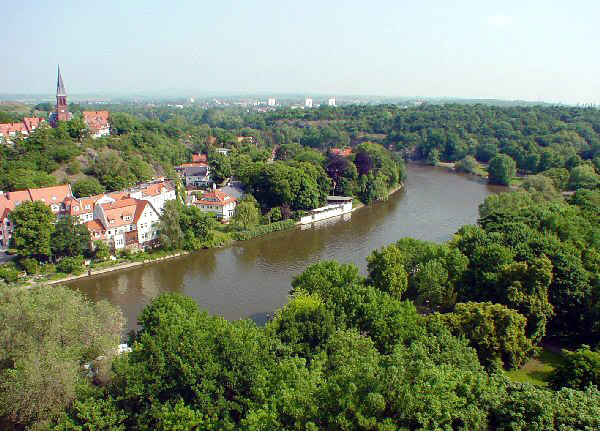
Die Saale in Halle-Kröllwitz

Der Verdichtungsraum Leipzig-Halle liegt in der Leipziger Tieflandsbucht, einem Altmoränenland, welches den südlichsten Teil der Norddeutschen Tiefebene bildet. Die Gegend ist flach und wird von den Tälern von Saale, Weißer Elster und Pleiße durchzogen. Nennenswerte Erhebungen gibt es nicht. Durch Industrialisierung, Urbanisierung und die Braunkohleförderung ging der Waldbestand stark zurück. Infolge der Braunkohleförderung wurden und werden Tagebaulöcher geflutet und geben der Region ein verändertes Gesicht. Der größte dabei entstandene See ist der Geiseltalsee bei Mücheln (Geiseltal), aber auch südlich von Leipzig entsteht unter der Bezeichnung Leipziger Neuseenland eine neue Landschaft.

## Struktur

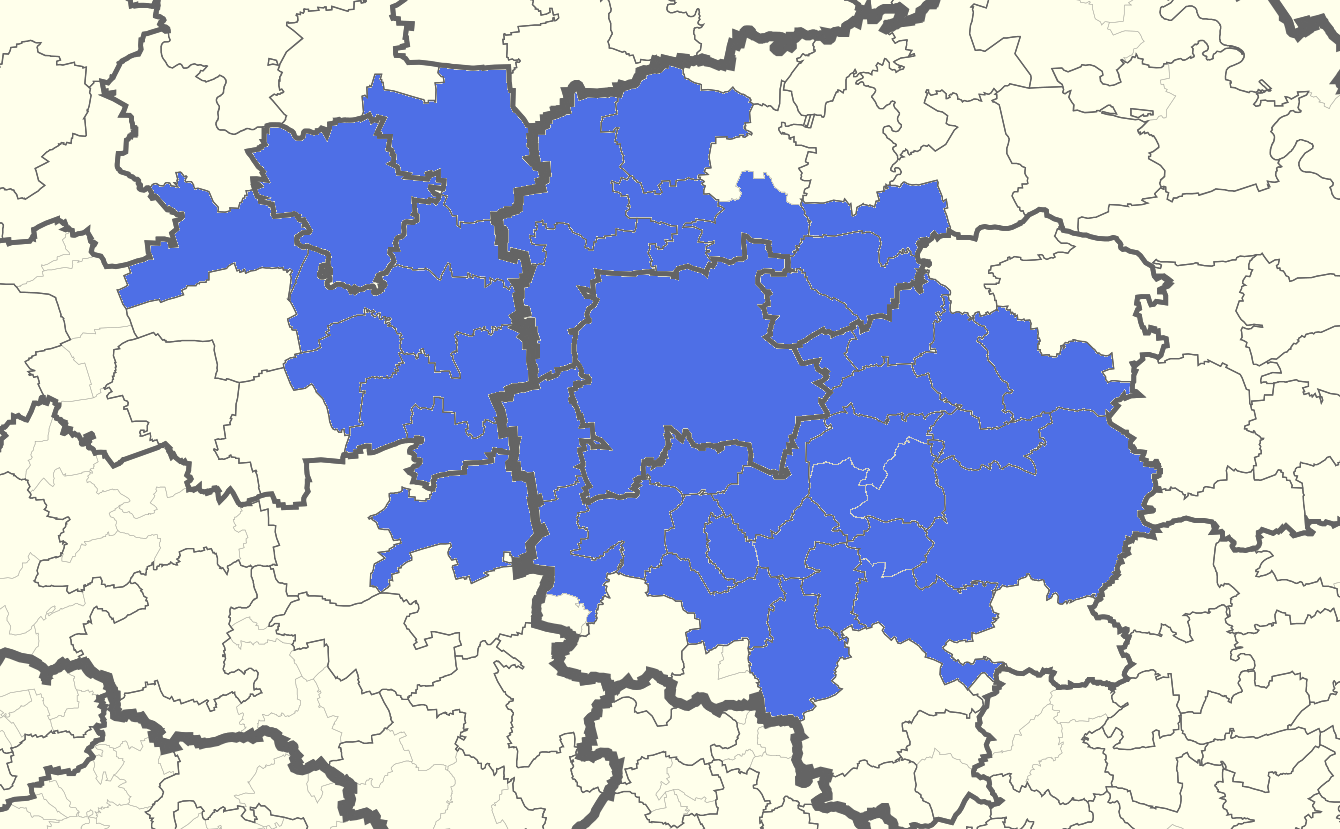
Karte des Ballungsraums Leipzig-Halle

Zwar ist der Ballungsraum offiziell nicht klar eingegrenzt, aber die Zugehörigkeit vieler Gemeinden lässt sich dennoch gut erkennen. So geht Leipzig fließend in seine Nachbarstädte Markranstädt, Markkleeberg, Schkeuditz und Taucha über. Ein ähnlich zusammengewachsenes Städteband zieht sich von Halle nach Süden über Schkopau, Merseburg und Leuna bis nach Bad Dürrenberg. Diese beiden Gebiete können als die Kernstücke des Ballungsraumes angesehen werden und sind über Markranstädt und das eher dünn besiedelte Kabelsketal miteinander verbunden. Die restlichen Gemeinden und Städte bilden weitere wichtige Bevölkerungsschwerpunkte oder grenzen an die jeweilige Großstadt an. So bildet sich zum Beispiel im Osten eine relativ geschlossene Achse von Leipzig bis Wurzen, ebenso im Südwesten in Richtung Grimma und Bad Lausick sowie im Süden über Markkleeberg und Böhlen bis nach Borna. Die Gemeinde Wiedemar befindet sich zwischen Delitzsch und Halle und kann deshalb zum Ballungsgebiet zugeordnet werden.

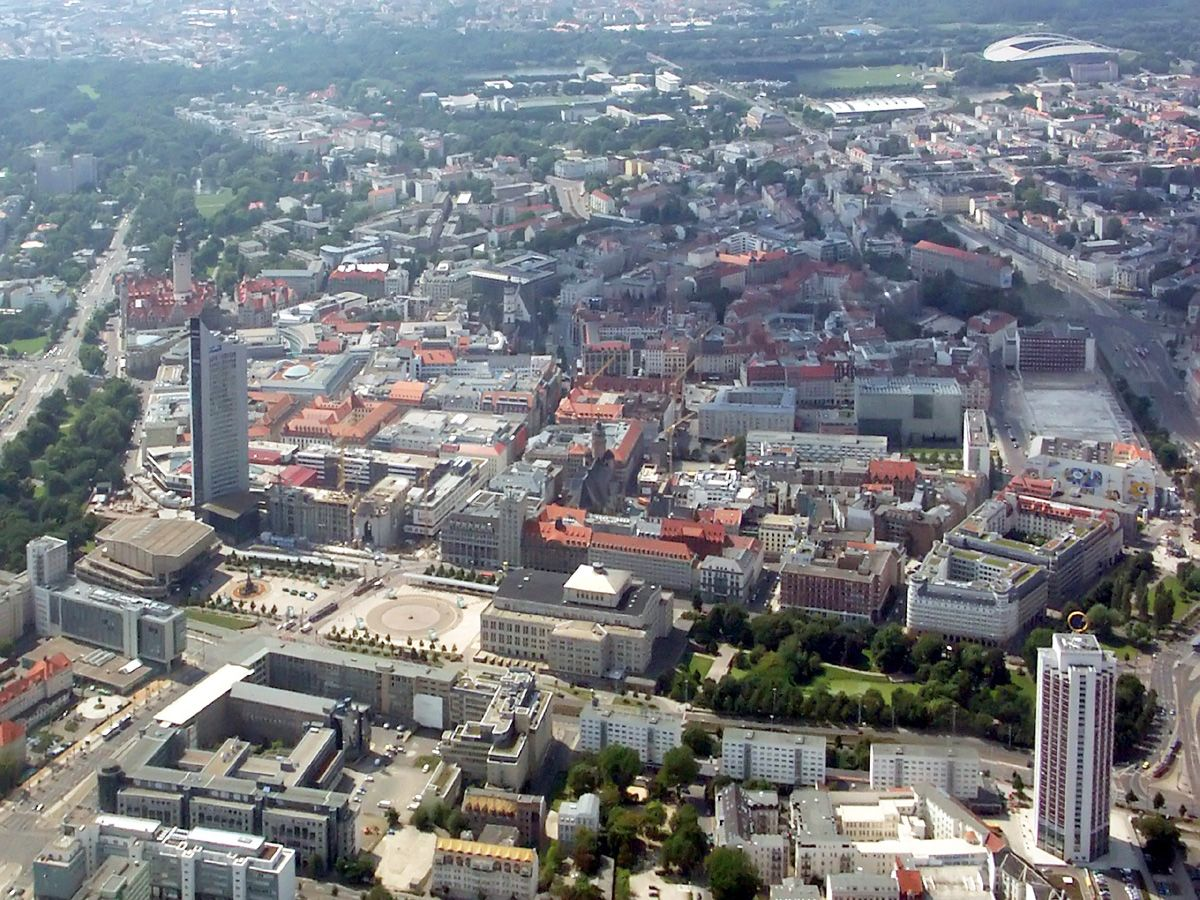
Leipziger Innenstadt

Daraus ergibt sich die Zugehörigkeit folgender Städte und Gemeinden:
| Stadt/Gemeinde | Landkreis             | Einwohnerzahl 31. Dezember 2023 | Einwohnerzahl 31. Dezember 2022 | Einwohnerzahl 31. Dezember 2021 | Status           |
| -------------- | --------------------- | ------------------------------- | ------------------------------- | ------------------------------- | ---------------- |
| Leipzig        | kreisfrei             | 619.879                         | 616.093                         | 601.866                         | Oberzentrum      |
| Halle          | kreisfrei             | 242.172                         | 242.083                         | 238.061                         | Oberzentrum      |
| Merseburg      | Saalekreis            | 34.721                          | 34.335                          | 33.641                          | Kreisstadt       |
| Grimma         | Landkreis Leipzig     | 28.269                          | 28.205                          | 28.054                          | Große Kreisstadt |
| Delitzsch      | Landkreis Nordsachsen | 25.341                          | 25.244                          | 24.862                          | Große Kreisstadt |
| Markkleeberg   | Landkreis Leipzig     | 24.488                          | 24.523                          | 24.643                          | Große Kreisstadt |
| Borna          | Landkreis Leipzig     | 20.013                          | 19.470                          | 19.031                          | Große Kreisstadt |
| Schkeuditz     | Landkreis Nordsachsen | 19.234                          | 19.189                          | 18.574                          | Große Kreisstadt |
| Wurzen         | Landkreis Leipzig     | 16.715                          | 16.614                          | 16.238                          | Große Kreisstadt |
| Markranstädt   | Landkreis Leipzig     | 16.145                          | 16.132                          | 15.981                          | Stadt            |
| Eilenburg      | Landkreis Nordsachsen | 16.201                          | 16.031                          | 15.721                          | Große Kreisstadt |
| Taucha         | Landkreis Nordsachsen | 15.759                          | 15.816                          | 15.733                          | Stadt            |
| Landsberg      | Saalekreis            | 15.088                          | 15.015                          | 14.960                          | Stadt            |
| Leuna          | Saalekreis            | 14.174                          | 14.011                          | 13.899                          | Stadt            |
| Teutschenthal  | Saalekreis            | 12.721                          | 12.743                          | 12.793                          | Gemeinde         |
| Bad Dürrenberg | Saalekreis            | 11.801                          | 11.752                          | 11.389                          | Stadt            |
| Schkopau       | Saalekreis            | 10.929                          | 10.989                          | 10.937                          | Gemeinde         |
| Brandis        | Landkreis Leipzig     | 9689                            | 9676                            | 9646                            | Stadt            |
| Zwenkau        | Landkreis Leipzig     | 9479                            | 9332                            | 9246                            | Stadt            |
| Kabelsketal    | Saalekreis            | 9020                            | 8981                            | 8937                            | Gemeinde         |
| Naunhof        | Landkreis Leipzig     | 8811                            | 8839                            | 8735                            | Stadt            |
| Lützen         | Burgenlandkreis       | 8422                            | 8439                            | 8443                            | Stadt            |
| Borsdorf       | Landkreis Leipzig     | 8208                            | 8195                            | 8126                            | Gemeinde         |
| Bad Lausick    | Landkreis Leipzig     | 8207                            | 8191                            | 8113                            | Stadt            |
| Neukieritzsch  | Landkreis Leipzig     | 6979                            | 6926                            | 6763                            | Gemeinde         |
| Böhlen         | Landkreis Leipzig     | 6931                            | 6776                            | 6733                            | Stadt            |
| Machern        | Landkreis Leipzig     | 6756                            | 6767                            | 6760                            | Gemeinde         |
| Rötha          | Landkreis Leipzig     | 6605                            | 6516                            | 6254                            | Stadt            |
| Pegau          | Landkreis Leipzig     | 6590                            | 6561                            | 6510                            | Stadt            |
| Großpösna      | Landkreis Leipzig     | 5550                            | 5508                            | 5496                            | Gemeinde         |
| Rackwitz       | Landkreis Nordsachsen | 5563                            | 5480                            | 5412                            | Gemeinde         |
| Wiedemar       | Landkreis Nordsachsen | 5483                            | 5436                            | 5385                            | Gemeinde         |
| Kitzscher      | Landkreis Leipzig     | 5243                            | 5182                            | 5144                            | Stadt            |
| Bennewitz      | Landkreis Leipzig     | 5069                            | 5101                            | 5014                            | Gemeinde         |
| Krostitz       | Landkreis Nordsachsen | 4189                            | 4155                            | 4121                            | Gemeinde         |
| Trebsen        | Landkreis Leipzig     | 3771                            | 3762                            | 3777                            | Stadt            |
| Parthenstein   | Landkreis Leipzig     | 3554                            | 3545                            | 3553                            | Gemeinde         |
| Belgershain    | Landkreis Leipzig     | 3372                            | 3380                            | 3363                            | Gemeinde         |
| Jesewitz       | Landkreis Nordsachsen | 3092                            | 3074                            | 3087                            | Gemeinde         |
| Otterwisch     | Landkreis Leipzig     | 1374                            | 1380                            | 1368                            | Gemeinde         |
| Gesamt: 40     |                       | 1.285.607                       | 1.279.447                       | 1.256.369                       |                  |

## Verkehr

### Straßenanbindung
Verkehrstechnisch erschlossen ist der Großraum durch die Autobahnen , , ,  und . Diese bilden (mit Ausnahme der A 72, die aber Zubringer ist) die (derzeit noch nicht geschlossene) Mitteldeutsche Schleife, welche einen Doppelring um die Städte Leipzig und Halle darstellt. Zentrale Autobahnkreuze sind das Schkeuditzer Kreuz, das Kreuz Rippachtal, das Kreuz Leipzig-Süd, das Dreieck Halle-Süd und das Dreieck Parthenaue. Bis Ende 2027 soll der Lückenschluss der A 143 von der Anschlussstelle Halle-Neustadt bis zum Autobahndreieck Halle-Nord mit der A 14 hergestellt werden. Des Weiteren besitzt der Ballungsraum Anschluss an die Bundesstraßen , , , , , , , , ,  und .

### Schienenverkehr

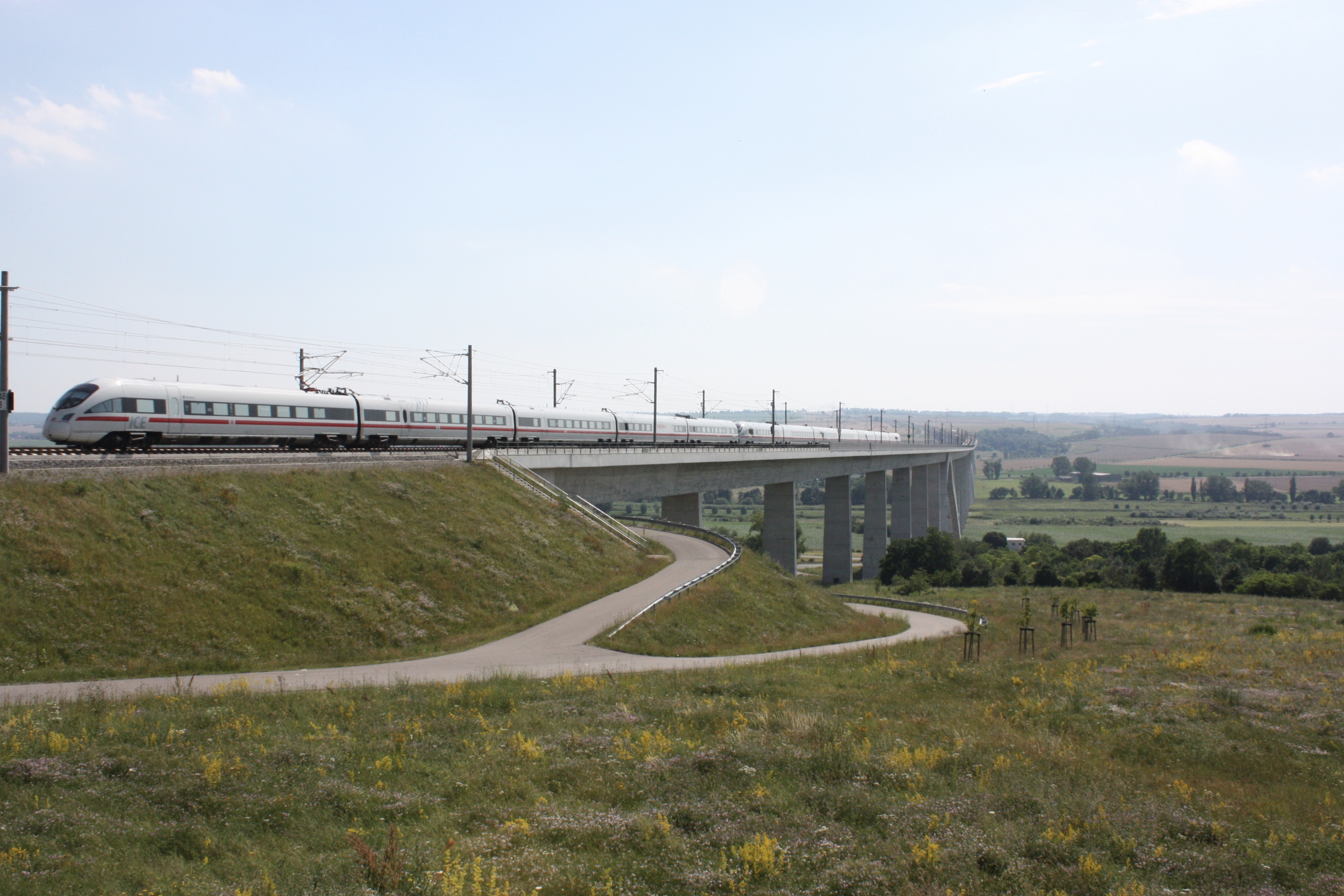
ICE auf der Neubaustrecke Erfurt–Leipzig/Halle

Leipzig und Halle sind seit dem Aufkommen der Eisenbahn bedeutende Knotenpunkte. Der wichtigste Bahnhof des Ballungsraums ist der Leipziger Hauptbahnhof. Er ist Halt wichtiger ICE- und IC-Linien, welche die Region unter anderem mit Berlin, Hamburg, München, Nürnberg, Köln und Frankfurt am Main verbinden. Des Weiteren bestehen Anschlussmöglichkeiten zu RE-Linien in die wichtigsten Städte Mitteldeutschlands, wie Dresden, Chemnitz und Magdeburg. Diverse Regionalbahn-Züge starten in Leipzig und fahren in das direkte Umland. Der zweite wichtige Bahnhof der Region ist der Hauptbahnhof Halle mit Anschluss zum Fern- und Regionalverkehr. Die Region besitzt mit dem Bahnhof Flughafen Leipzig/Halle einen weiteren Haltepunkt für Fernverkehrszüge. Beide Städte und der Flughafen sind unter anderem über die Schnellfahrstrecke Eltersdorf–Leipzig Richtung Erfurt angebunden.
Das derzeitige S-Bahn-Netz der Region besteht seit Dezember 2013 mit Inbetriebnahme des Leipziger City-Tunnels und wurde bis Dezember 2017 auf neun Linien (S1 – S9) erweitert. 
Durch die Schnellfahrstrecken Erfurt–Leipzig/Halle (seit 2015) und Erfurt–Nürnberg (seit 2017) verkürzten sich die Fahrzeiten in Richtung Frankfurt am Main, München, Stuttgart und Nürnberg erheblich. Für den Hochgeschwindigkeitsbetrieb wurde zuvor schon die Bahnstrecke von Leipzig und Halle nach Berlin ausgebaut, der Ausbau der Strecke Leipzig–Dresden für 200 km/h läuft noch. In Halle wurde 2018 zudem einer der größten Rangierbahnhöfe Deutschlands, die Zugbildungsanlage Halle-Nord, in Betrieb genommen.

### Öffentlicher Personennahverkehr (ÖPNV)

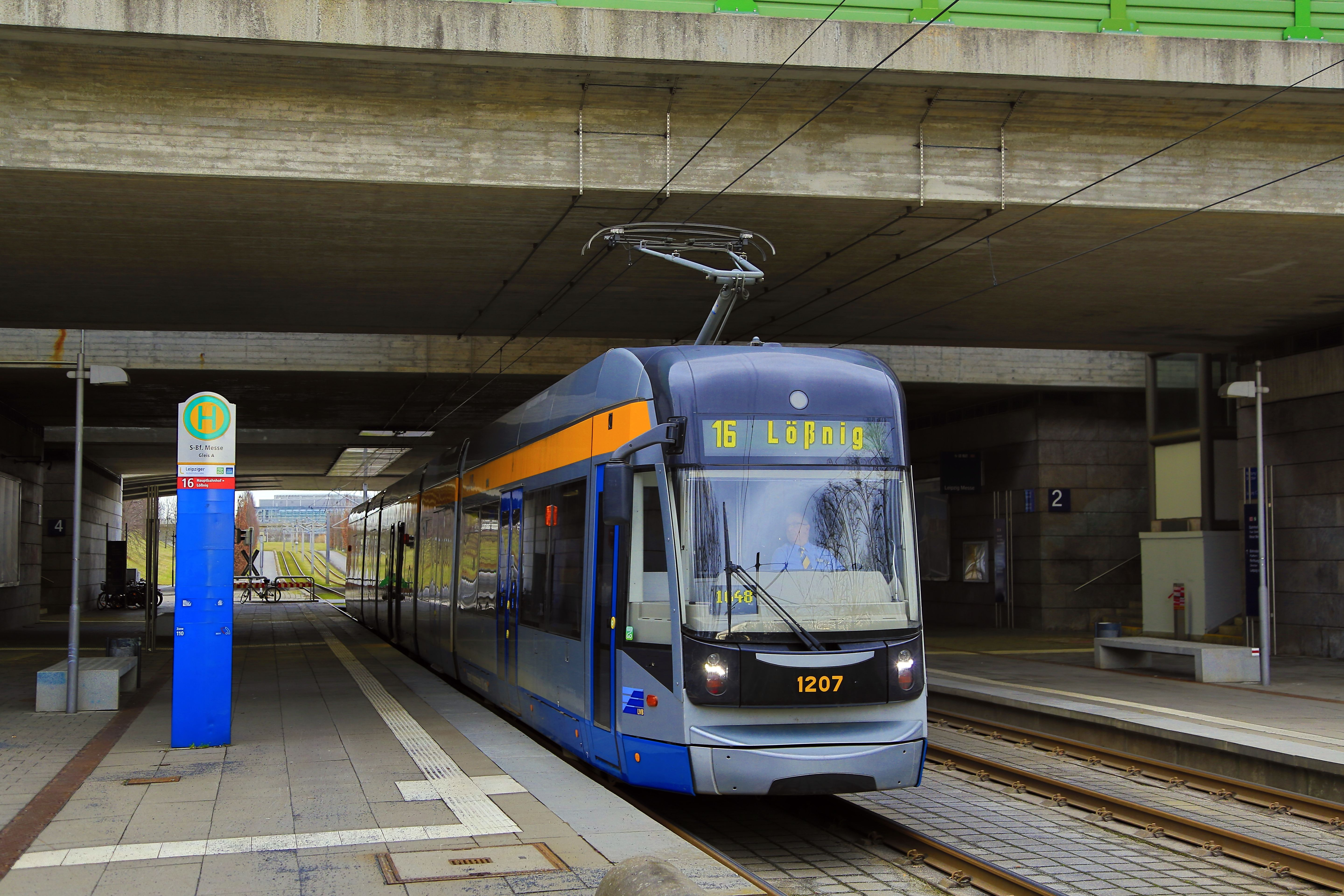
Straßenbahn in Leipzig am S-Bahnhof Messe

Der gesamte Ballungsraum zählt zum Tarifgebiet des Mitteldeutschen Verkehrsverbundes und besitzt somit ein einheitliches Tarifsystem. In Leipzig wird der öffentlichen Personennahverkehr hauptsächlich von den Leipziger Verkehrsbetrieben realisiert. Sie betreibt neben einem dichten Netz aus Straßenbahnlinien in Leipzig auch Überlandstraßenbahn nach Markkleeberg, Schkeuditz und Taucha. Zudem wird vom LVB-Tochterunternehmen Leobus ein großes Busnetz angeboten. Zu diesem gehören neben einigen Stadtbus- auch Überland-, Express- und Nachtbuslinien, die durch Leipzig, den Landkreis Leipzig, den Landkreis Nordsachsen und Teile Sachsen-Anhalts fahren. Die HAVAG betreibt Straßenbahn- und Buslinien in Halle, Merseburg, Schkopau, Leuna und Bad Dürrenberg.

### Leipzig/Halle Airport

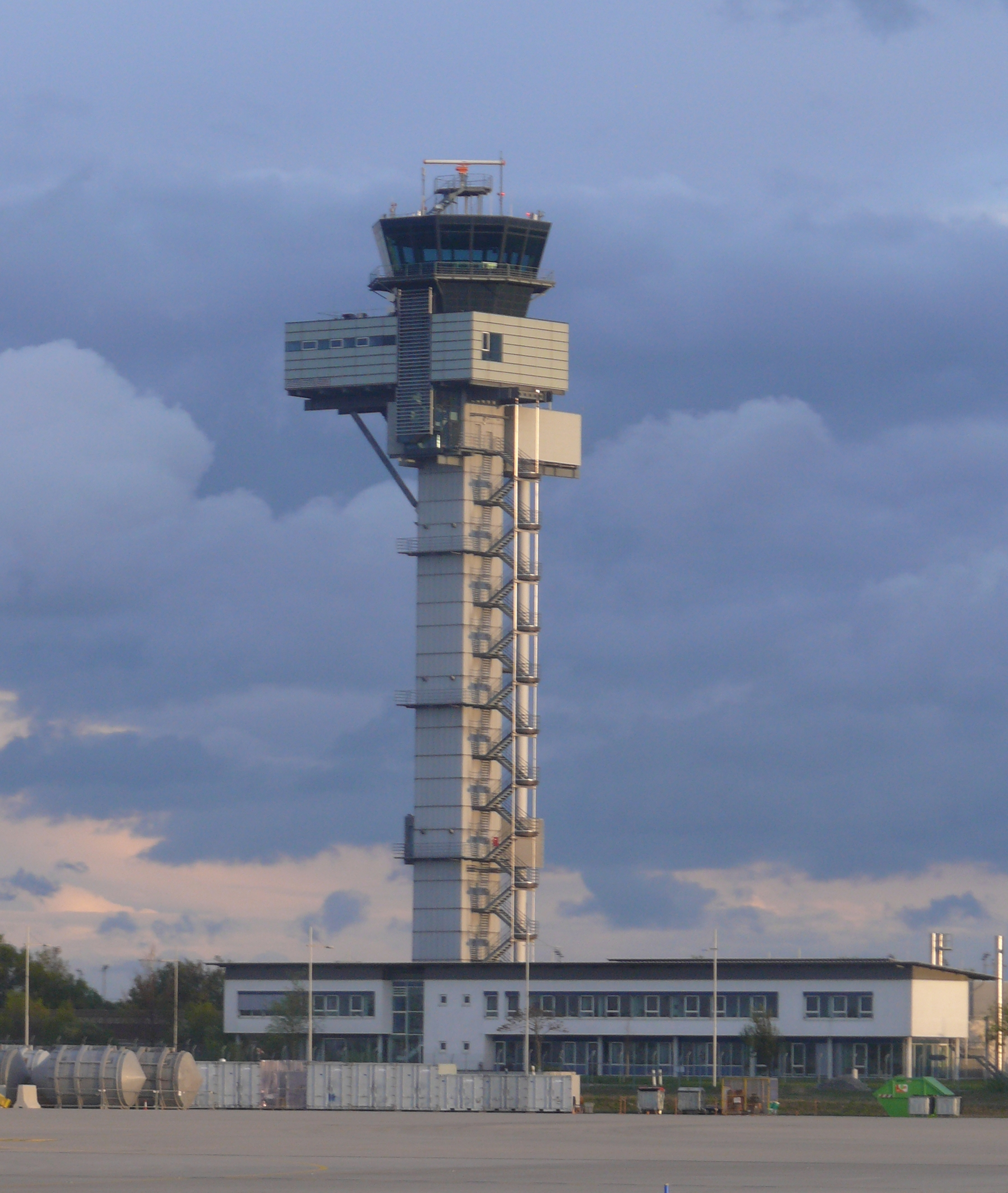
Tower des Flughafens Leipzig/Halle

Der Flughafen Leipzig/Halle befindet sich in Schkeuditz, auf halber Strecke zwischen den beiden Großstädten, und fungiert als internationaler Verkehrsflughafen für den Ballungsraum. Er bietet neben innerdeutschen Flügen, unter anderem nach Frankfurt am Main und München auch internationale Flüge an. So gibt es Direktverbindungen zum Beispiel nach London, Wien, Zürich, Moskau und Istanbul. Außerdem bestehen zahlreiche Flugverbindungen zu beliebten Urlaubszielen in Europa, der Türkei und Nordafrika. Die jährlichen Passagierzahlen des Flughafens bewegen sich derzeit um 2,3 Millionen.
Mit einem Frachtumschlag von mehr als 1,2 Millionen Tonnen im Jahr 2018 ist Leipzig/Halle mittlerweile der zweitgrößte Frachtflughafen in Deutschland sowie der fünftgrößte Europas. Maßgeblichen Anteil daran haben die DHL Hub Leipzig sowie die Aerologic, welche am Flughafen beheimatet ist.

## Industrie und Bergbau
Der Raum Halle-Leipzig bildet auch eine der Industrieregionen Deutschlands. Wichtigste Industriezweige sind vor allem Chemikalienherstellung, Kohleabbau und -verarbeitung. In den letzten Jahrzehnten kamen verstärkt die Zweige Maschinenbau, Elektrotechnik und Automobilfertigung hinzu.
Koordinaten: 51° 25′ N, 12° 11′ O